# Evan Tanner
Evan Tanner (* 11. Februar 1971 in Amarillo; † 8. September 2008 bei Palo Verde) war ein US-amerikanischer Mixed-Martial-Arts-Kämpfer. Er war Schwergewichtstitelträger der Unified Shoot Wrestling Federation und Mittelgewichtschampion der Ultimate Fighting Championship. Von den 40 Kämpfen seiner Karriere gewann er 32 und verlor 8.

## Karriere

### Anfänge und USWF-Titel
Evan Tanner begann während seiner Zeit an der Caprock High School in Amarillo mit den Ringen und wurde zweifacher State Champion. Seinen ersten professionellen MMA-Kampf hatte er am 12. April 1997 in seiner Heimatstadt bei einem Turnier der USWF. Dort besiegte er nacheinander Mike Kennedy, Gary Nabors und Paul Buentello und gewann dadurch das Turnier. Am 18. Oktober kam es zum Schwergewichts-Titelkampf gegen Heath Herring, bei dem Tanner seinen Gegner bezwingen konnte und Champion wurde. Darauf nahm er im November an einem Event des Organisators PSDA teil, wo er zuerst zweimal siegte und es dann zu einer erneuten Begegnung mit Herring kam, bei der Tanner durch einen Rear Naked Choke unterlag und somit die erste Niederlage seiner Karriere erlitt.
Im März 1998 konnte Tanner gegen Rusty Totty erfolgreich seinen USWF-Titel verteidigen. Am Gladiators-Turnier im April errang er zwei Siege. Nach einer weiteren Titelverteidigung im Juni gegen Tony Castillo, begann er bei Veranstaltungen des japanischen Organisators Pancrase anzutreten. Bis im Dezember bestritt er dort fünf siegreiche Kämpfe und dazwischen noch eine weitere USWF-Titelverteidigung gegen Gene Lydick.

### Ultimate Fighting Championship
Sein Debüt in der Ultimate Fighting Championship hatte Evan Tanner am 8. Januar 1999 an der UFC 18, wo er seinen Gegner mit einem Rear Naked Choke besiegte. Es folgte ein TKO über Valeri Ignatov an der UFC 19 im März. Vor seinem nächsten UFC-Kampf verteidigte er seinen USWF-Titel gegen Mike Cizek, Vinny Nixon, Raoul Romero und Travis Fulton und musste bei einer Pancrase-Veranstaltung gegen Leon Dijk seine zweite Niederlage hinnehmen. Im Dezember 2000 kam es an der UFC 29 zu einem Kampf gegen Lance Gibson, den Tanner durch TKO für sich entschied. Darauf wurde auf den 23. Februar 2001 an der UFC 30 ein Titelkampf gegen den Light-Heavyweight Champion Tito Ortiz angesetzt, bei dem Tanner nach einer halben Minute KO ging.
Seine nächsten drei UFC-Kämpfe verliefen erfolgreicher. Er zwang Homer Moore im November an der UFC 34 zur Aufgabe, besiegte Elvis Sinosic im März 2002 an der UFC 36 durch TKO und gewann dann im Juli an der UFC 38 gegen Chris Haseman nach Punkten. Im Februar 2003 bezwang er an einem Event der Full Contact Fighting Federation Shannon Ritch mit einem Triangle Choke. An der UFC 42 am 25. April traf Evan Tanner auf Rich Franklin und unterlag ihm durch TKO in der ersten Runde.

### Wechsel in UFC-Mittelgewichtsklasse und Titelgewinn
Nach seiner Niederlage gegen Franklin beschloss Tanner in die Middleweight-Division der UFC zu wechseln. Dort besiegte er zweimal Phil Baroni, an der UFC 45 im November 2003 durch TKO und an der UFC 48 im Juni 2004 nach Punkten. Es folgte ein Sieg im Oktober an der UFC 50 gegen Robbie Lawler mittels eines Triangle Choke. Am 5. Februar 2005 kämpfte er an der UFC 51 gegen David Terrell um den Mittelgewichtstitel. Evan Tanner dominierte den Kampf und schlug Terrell in der ersten Runde KO. Damit wurde er Middleweight Champion der UFC. Zu seiner ersten Titelverteidigung musste er gegen seinen früheren Bezwinger Rick Franklin antreten. Der Kampf an der UFC 53 im Juni wurde in der vierten Runde vom Ringarzt abgebrochen und Franklin zum Sieger und neuen Champion erklärt. Damit verlor Tanner auch die Chance, bei der zweiten Staffel der Reality-TV-Serie The Ultimate Fighter als Coach mitzuwirken.

### Nach dem Titelverlust
Nach der Niederlage im Titelkampf verlor Tanner auch seinen nächsten Kampf, gegen David Loiseau an der Ultimate Fight Night 2 im Oktober 2005. Im April 2006 an der UFC 59 zwang er Justin Levens zur Aufgabe. Darauf legte er eine zweijährige Kampfpause ein, während der er mit seiner Harley-Davidson herumreiste und Gelegenheitsjobs annahm. Während dieser Zeit habe er übermäßig viel Alkohol getrunken. Im März 2008 hatte er an der UFC 82 gegen Yushin Okami sein Comeback und wurde durch einen Knietreffer in der zweiten Runde KO geschlagen. Im Finalevent von The Ultimate Fighter 7, am 21. Juni 2008, trat er gegen Kendall Grove an und verlor nach Punkten.
Am 3. September brach Evan Tanner zu einem Survivaltrip in die Wüste des Imperial County auf. Am 8. September wurde er tot aufgefunden. Er war an den Folgen der Hitze gestorben.